# Mercedes-Benz klasy R
Mercedes klasy R – samochód osobowy typu crossover klasy wyższej produkowany pod niemiecką marką Mercedes-Benz w latach 2005 – 2013.

## Historia i opis modelu

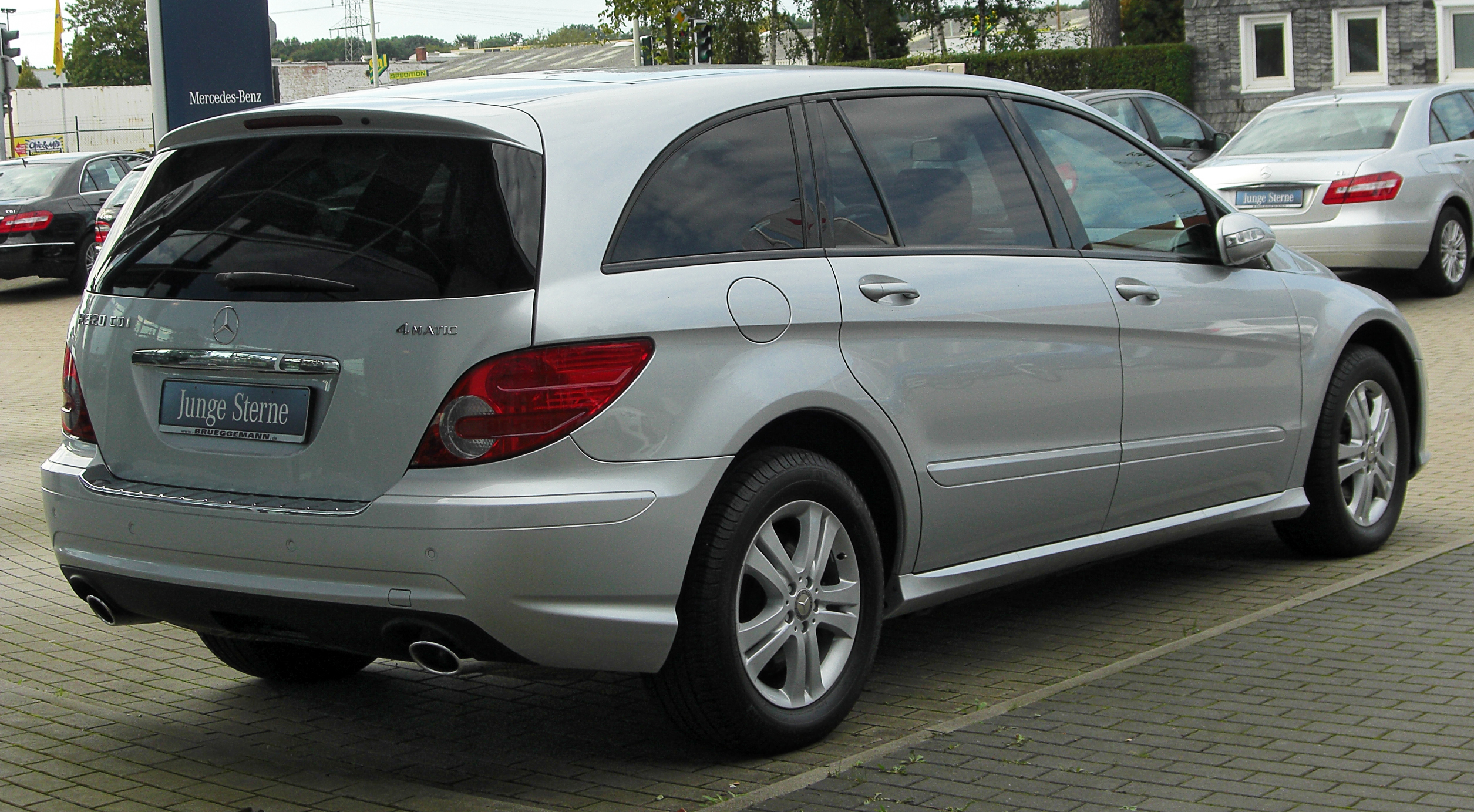
Mercedes-Benz klasy R (W251) - tył

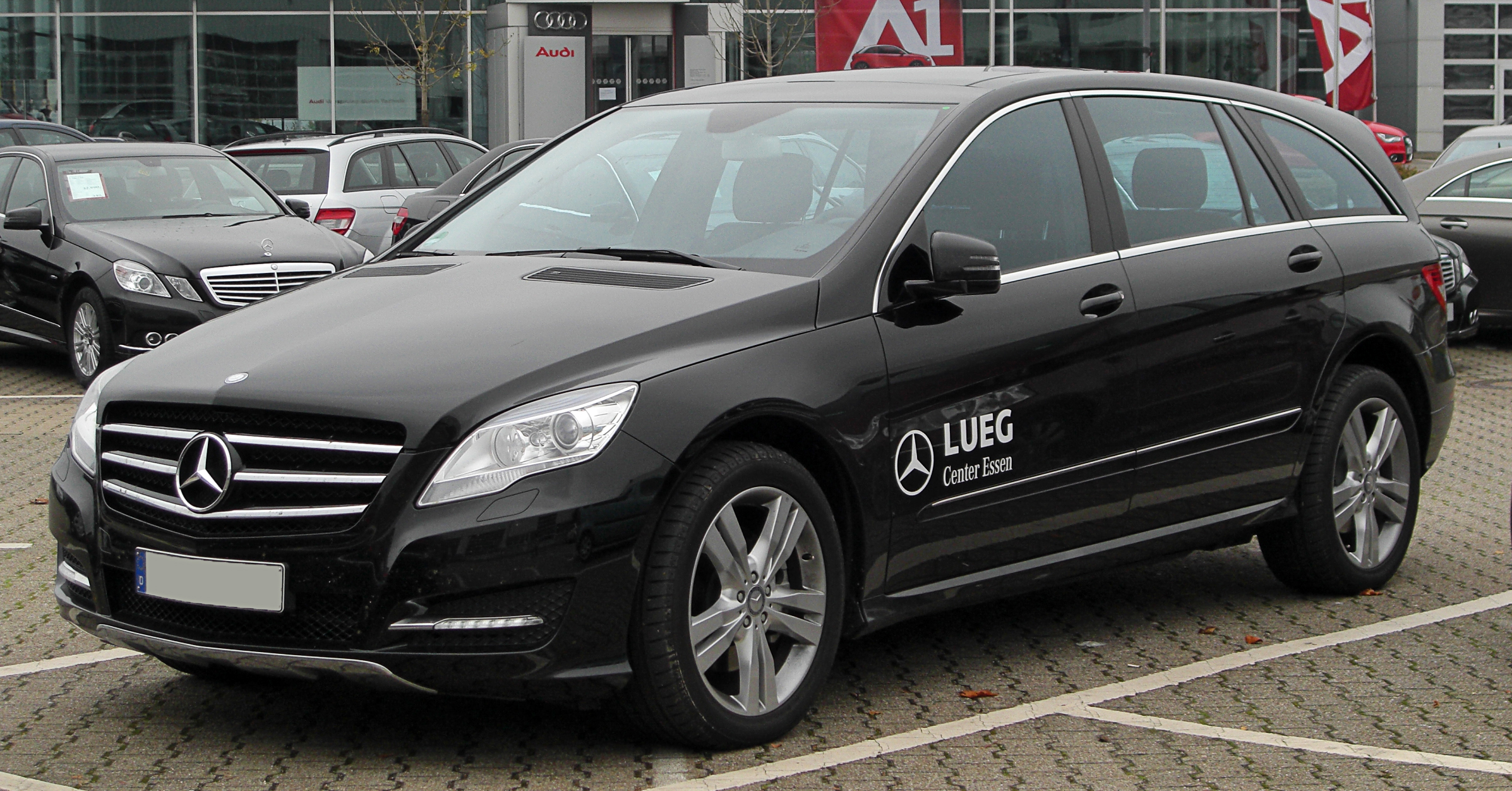
Mercedes-Benz klasy R (W251) po liftingu

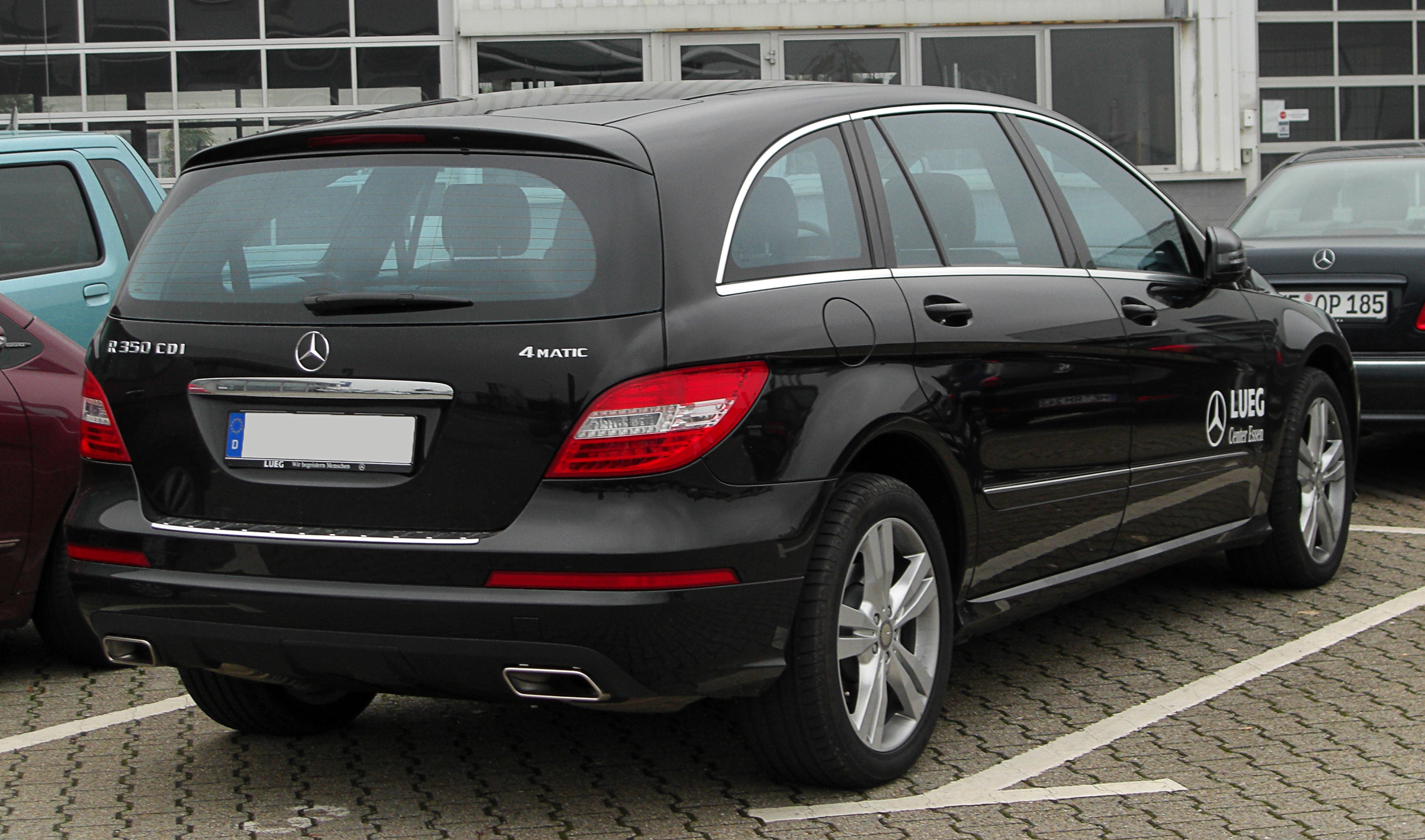
Mercedes-Benz klasy R (W251) - tył po liftingu

Studyjną zapowiedzią pierwszego dużego vana Mercedesa o nazwie Vision GST został zaprezentowany na Salonie Samochodowym w Detroit w 2003 roku. Dwa lata później, podczas New York International Auto Show zaprezentowano wersję produkcyjną. W porównaniu do studium, samochód zyskał niemal identyczną sylwetkę i charakterystyczne, okrągłe reflektory z zaznaczonym "dziobem".
Samochód uplasował się w gamie jako rodzinna i bardziej konwencjonalna alternatywa dla ówcześnie produkowanych SUV-ów ML oraz GL. Jako van klasy wyższej, samochód nie doczekał się konkurencji od żadnej z rywalizujących marek.
Pojazd był sprzedawany z dwoma rozstawami osi - 2980 i 3215 mm. Wersja krótsza nosiła kod fabryczny W251, a przedłużona - V251. Moc silników wynosi od 190 do 388 KM. Od 2006 do 2007 roku produkowano wersję AMG. Jej silnik miał pojemność 6,2 l, a moc wynosiła 510 KM. 

### Lifting
W 2009 roku samochód przeszedł gruntowną modernizację, w ramach której całkowicie zmieniono wygląd przedniego pasa. Charakterystyczne reflektory zastąpiły bardziej konwencjonalne, prostokątne z wcięciem podobnym do innych ówcześnie produkowanych samochodów marki. Ponadto, zmieniono wykłady tylnych lamp, a także kierownicę i materiały wykończeniowe w środku.. Modele wykorzystujące technologię BlueTec (dotrysk AdBlue dla silników Diesla) lub BlueEFFICIENCY (elementy podwozia poprawiające dynamikę pojazdu) produkowano w latach 2009 - 2014. 
W 2013 roku zakończyła się produkcja modelu bez przewidzianego bezpośredniego następcy z powodu niskich wyników sprzedaży. Pośrednio, miejsce Klasy R zajęła nowa odsłona dużego vana Klasa V opartego na bazie dostawczego modelu Vito.

### Dane techniczne
| Wersja                | Silnik:                   | Układ zasilania:   | Moc maksymalna:                    | Maks. moment obrotowy           | 0-100 km/h:        | V-max:             | Śr. zuż. paliwa na 100 km: | Emisja CO2 na km:  |
| Silniki benzynowe:    | Silniki benzynowe:        | Silniki benzynowe: | Silniki benzynowe:                 | Silniki benzynowe:              | Silniki benzynowe: | Silniki benzynowe: | Silniki benzynowe:         | Silniki benzynowe: |
| --------------------- | ------------------------- | ------------------ | ---------------------------------- | ------------------------------- | ------------------ | ------------------ | -------------------------- | ------------------ |
| R280                  | V6 3,0 l (2996 cm³), DOHC | wtrysk             | 231 KM (170 kW) przy 6000 obr./min | 300 N•m przy 2500-5000 obr./min | 9,6 s              | 222 km/h           | 10,9 l                     | 260 g              |
| R300                  | V6 3,0 l (2996 cm³), DOHC | wtrysk             | 231 KM (170 kW) przy 6000 obr./min | 300 N•m przy 2500-5000 obr./min | 9,7 s              | 222 km/h           | 10,6 l                     | 248 g              |
| R350                  | V6 3,5 l (3498 cm³), DOHC | wtrysk             | 272 KM (200 kW) przy 6000 obr./min | 350 N•m przy 2400-5000 obr./min | 8,1 s              | 224 km/h           | 11,1 l                     | 265 g              |
| R500                  | V8 5,0 l (4966 cm³), SOHC | wtrysk             | 306 KM (225 kW) przy 5600 obr./min | 460 N•m przy 2700 obr./min      | 7 s                | 240 km/h           | 13,3 l                     | 317 g              |
| R500                  | V8 5,5 l (5461 cm³), DOHC | wtrysk             | 388 KM (285 kW) przy 6000 obr./min | 530 N•m przy 2800-4800 obr./min | 6,3 s              | 250 km/h           | 12,9 l                     | 306 g              |
| R63 AMG               | V8 6,2 l (6208 cm³), DOHC | wtrysk             | 510 KM (375 kW) przy 6800 obr./min | 630 N•m przy 5200 obr./min      | 5,1 s              | 250 km/h           | 16,3 l                     | 387 g              |
| Silniki wysokoprężne: |                           |                    |                                    |                                 |                    |                    |                            |                    |
| R280 CDI DPF          | V6 3,0 l (2987 cm³), DOHC | common rail        | 190 KM (140 kW) przy 4000 obr./min | 440 N•m przy 1400-2800 obr./min | 9,7 s              | 210 km/h           | 9 l                        | 238 g              |
| R280/R300 CDI DPF     | V6 3,0 l (2987 cm³), DOHC | common rail        | 190 KM (140 kW) przy 4000 obr./min | 440 N•m przy 1400-2800 obr./min | 9,8 s              | 210 km/h           | 9 l                        | 238 g              |
| R320 CDI DPF          | V6 3,0 l (2987 cm³), DOHC | common rail        | 224 KM (165 kW) przy 3800 obr./min | 510 N•m przy 1600-2800 obr./min | 8,8 s              | 222 km/h           | 9,3 l                      | 246 g              |
| R350 CDI BlueTEC      | V6 3,0 l (2987 cm³), DOHC | common rail        | 211 KM (155 kW) przy 3400 obr./min | 540 N•m przy 1600-2400 obr./min | 8,9 s              | 216 km/h           | 8,7 l                      | 229 g              |
| R350 CDI DPF          | V6 3,0 l (2987 cm³), DOHC | common rail        | 224 KM (165 kW) przy 3800 obr./min | 510 N•m przy 1600-2800 obr./min | 8,8 s              | 222 km/h           | 9,3 l                      | 246 g              |
| R350 CDI              | V6 3,0 l (2987 cm³), DOHC | common rail        | 265 KM (195 kW) przy 3800 obr./min | 620 N•m przy 1600-2400 obr./min | 7,7 s              | 235 km/h           | 8,5 l                      | 223 g              |